# Superliga de Suiza
La Superliga de Suiza (oficialmente, Swiss Super League), denominada también Raiffeisen Super League por motivos de patrocinio, es la competición profesional de mayor categoría en el sistema de ligas de fútbol de Suiza, organizada por la Asociación Suiza de Fútbol.
Fue fundada en 1931 como la primera liga profesional del fútbol suizo, en sustitución del anterior sistema con fase de grupos regionales y final nacional que venía disputándose desde 1897. Actualmente compiten 10 equipos y el último clasificado desciende a la segunda categoría, la Challenge League.

## Historia
El primer campeonato de liga de fútbol en Suiza se disputó en la temporada 1897-98, bajo el patrocinio del diario deportivo La Suisse Sportive. Esa edición no estuvo organizada por la Asociación Suiza de Fútbol, que no la considera oficial, y solo contó con la participación de cuatro equipos federados, mientras que el resto no estaban registrados. Su primer campeón fue el Grasshopper Club Zürich. Un año después, la Federación Helvética asumió la organización de la competición.
En sus inicios, la liga se dividió en varios grupos regionales: oeste, centro y este. Después, los primeros clasificados se enfrentaban entre sí para decidir el vencedor. El sistema se mantuvo durante más de treinta años, hasta que el aumento de equipos obligó a la Federación a establecer un sistema de ascensos y descensos. En la temporada 1932-33 se redujo la participación a 16 clubes divididos en dos grupos, y en la temporada 1933-34 se estableció el formato actual de grupo único. El primer campeón con el nuevo sistema fue el Servette FC.
A lo largo de su historia, la liga ha contado con varios formatos. En la temporada 1987-88 se instauró un sistema con dos fases: una liga regular y una fase final con dos grupos, para el campeonato y para el descenso. En 2003, la Federación Suiza simplificó el sistema y recuperó la liga regular con un único grupo, formado por diez clubes. El campeonato cambió su nombre por el de Super League (en español, Superliga) para tener un mismo nombre en todo el país.

## Sistema de competición
La temporada de la liga suiza se celebra desde julio hasta mayo del siguiente año, con la participación de 10 equipos que se enfrentan entre sí a ida y vuelta, en cuatro fases. Al término de la temporada, cada club deberá haber jugado un total de 36 partidos. El equipo con más puntos gana la liga, mientras que el último clasificado desciende a la segunda categoría, la Challenge League. La clasificación final se establece con arreglo a los puntos totales obtenidos por cada equipo al finalizar el campeonato. Desde la temporada 1995-96, los participantes obtienen tres puntos por cada partido ganado, uno por empate y ninguno en caso de derrota.
El campeón de liga y el subcampeón obtienen una plaza para la Liga de Campeones de la UEFA desde la tercera ronda de clasificación. El tercero y el cuarto se clasifican para la Liga Europea de la UEFA desde la segunda y tercera ronda clasificatoria, respectivamente. El campeón de la Copa de Suiza tiene una tercera plaza para la Liga Europea, a partir de la ronda final de clasificación (play-off).
En el campeonato de Suiza también juegan los equipos de Liechtenstein, único país de la UEFA que no cuenta con liga propia. El más representativo es el F. C. Vaduz, mientras que el resto se encuentran en las divisiones inferiores helvéticas. Sin embargo, los clubes del principado solo pueden clasificarse para campeonatos europeos a través de la Copa de Liechtenstein.

## Temporada actual
| Club              | Ciudad     | Estadio                      | Capacidad |
| ----------------- | ---------- | ---------------------------- | --------- |
| FC Basilea        | Basilea    | St. Jakob-Park               | 37 994    |
| Grasshopper       | Zúrich     | Stadion Letzigrund           | 26 100    |
| FC Lucerna        | Lucerna    | Swisspor Arena               | 16 490    |
| FC Lugano         | Lugano     | Stadio Comunale di Cornaredo | 6 390     |
| FC Lausanne-Sport | Lausanne   | Stade de la Tuilière         | 12 544    |
| FC St. Gallen     | San Galo   | Kybunpark                    | 19 456    |
| Servette FC       | Ginebra    | Stade de Genève              | 30 084    |
| FC Sion           | Sion       | Stade de Tourbillon          | 16 000    |
| FC Thun           | Thun       | Stockhorn Arena              | 10 300    |
| FC Winterthur     | Winterthur | Stadion Schützenwiese        | 9 400     |
| BSC Young Boys    | Berna      | Stadion Wankdorf             | 31 789    |
| FC Zürich         | Zúrich     | Stadion Letzigrund           | 26 104    |

## Palmarés

### Serie A
| Temporada | Campeón                    | Subcampeón                | Tercero                   | Máximo goleador | Club | Goles |
| --------- | -------------------------- | ------------------------- | ------------------------- | --------------- | ---- | ----- |
| 1897-98   | Grasshopper Zürich         | La Châtelaine Genève      |                           | Bandera de ?    |      |       |
| 1898-99   | Anglo-American Zurich      | BSC Old Boys              |                           | Bandera de ?    |      |       |
| 1899-1900 | Grasshopper Zürich         | FC Berna                  |                           | Bandera de ?    |      |       |
| 1900-01   | Grasshopper Zürich         | FC Berna                  |                           | Bandera de ?    |      |       |
| 1901-02   | FC Zürich                  | BSC Young Boys            | FC Berna                  | Bandera de ?    |      |       |
| 1902-03   | BSC Young Boys             | FC Zürich                 | FC Neuchâtel              | Bandera de ?    |      |       |
| 1903-04   | FC St. Gallen              | BSC Old Boys              | Servette FC               | Bandera de ?    |      |       |
| 1904-05   | Grasshopper Zürich         | FC La Chaux-de-Fonds      | BSC Young Boys            | Bandera de ?    |      |       |
| 1905-06   | FC Winterthur              | Servette FC               | BSC Young Boys            | Bandera de ?    |      |       |
| 1906-07   | Servette FC                | SC Young Fellows Juventus | FC Basilea                | Bandera de ?    |      |       |
| 1907-08   | FC Winterthur              | BSC Young Boys            | ----------                | Bandera de ?    |      |       |
| 1908-09   | BSC Young Boys             | FC Winterthur             | ----------                | Bandera de ?    |      |       |
| 1909-10   | BSC Young Boys             | Servette FC               | FC Aarau                  | Bandera de ?    |      |       |
| 1910-11   | BSC Young Boys             | FC Zürich                 | Servette FC               | Bandera de ?    |      |       |
| 1911-12   | FC Aarau                   | FC Étoile-Sporting        | Servette FC               | Bandera de ?    |      |       |
| 1912-13   | Montriond Lausanne         | BSC Old Boys              | FC Aarau                  | Bandera de ?    |      |       |
| 1913-14   | FC Aarau                   | BSC Young Boys            | FC Cantonal Neuchâtel     | Bandera de ?    |      |       |
| 1914-15   | SC Brühl                   | Servette FC               | ----------                | Bandera de ?    |      |       |
| 1915-16   | FC Cantonal Neuchâtel      | FC Winterthur             | BSC Old Boys              | Bandera de ?    |      |       |
| 1916-17   | FC Winterthur              | FC La Chaux-de-Fonds      | BSC Young Boys            | Bandera de ?    |      |       |
| 1917-18   | Servette FC                | BSC Young Boys            | FC St. Gallen             | Bandera de ?    |      |       |
| 1918-19   | FC Étoile-Sporting         | Servette FC               | FC Winterthur             | Bandera de ?    |      |       |
| 1919-20   | BSC Young Boys             | Servette FC               | Grasshopper Zürich        | Bandera de ?    |      |       |
| 1920-21   | Grasshopper Zürich         | BSC Young Boys            | Servette FC               | Bandera de ?    |      |       |
| 1921-22   | Servette FC                | FC Lucerna                | FC Blue Stars Zürich      | Bandera de ?    |      |       |
| 1922-23   | FC Berna (Título revocado) | SC Young Fellows Juventus | Servette FC               | Bandera de ?    |      |       |
| 1923-24   | FC Zürich                  | FC Nordstern Basel        | Servette FC               | Bandera de ?    |      |       |
| 1924-25   | Servette FC                | FC Berna                  | SC Young Fellows Juventus | Bandera de ?    |      |       |
| 1925-26   | Servette FC                | Grasshopper Zürich        | BSC Young Boys            | Bandera de ?    |      |       |
| 1926-27   | Grasshopper Zürich         | FC Nordstern Basel        | FC Biel-Bienne            | Bandera de ?    |      |       |
| 1927-28   | Grasshopper Zürich         | FC Nordstern Basel        | Étoile Carouge FC         | Bandera de ?    |      |       |
| 1928-29   | BSC Young Boys             | Grasshopper Zürich        | Urania Genève Sport       | Bandera de ?    |      |       |
| 1929-30   | Servette FC                | Grasshopper Zürich        | FC Biel-Bienne            | Bandera de ?    |      |       |
| 1930-31   | Grasshopper Zürich         | Urania Genève Sport       | FC La Chaux-de-Fonds      | Bandera de ?    |      |       |

### Nationalliga
| Temporada | Campeón            | Subcampeón                | Tercero                   | Máximo goleador     | Club                      | Goles |
| --------- | ------------------ | ------------------------- | ------------------------- | ------------------- | ------------------------- | ----- |
| 1931-32   | FC Lausanne-Sport  | FC Zürich                 | Grasshopper Zürich        | Bandera de ?        |                           |       |
| 1932-33   | Servette FC        | Grasshopper Zürich        | BSC Young Boys            | Bandera de ?        |                           |       |
| 1933-34   | Servette FC        | Grasshopper Zürich        | FC Lugano                 | Leopold Kielholz    | Servette FC               | 40    |
| 1934-35   | FC Lausanne-Sport  | Servette FC               | FC Lugano                 | Engelbert Bösch     | FC Berna                  | 27    |
| 1935-36   | FC Lausanne-Sport  | SC Young Fellows Juventus | Grasshopper Zürich        | Willy Jäggi         | FC Lausanne-Sport         | 27    |
| 1936-37   | Grasshopper Zürich | BSC Young Boys            | SC Young Fellows Juventus | Alessandro Frigerio | SC Young Fellows Juventus | 23    |
| 1937-38   | FC Lugano          | Grasshopper Zürich        | BSC Young Boys            | Numa Monnard        | FC Basilea                | 20    |
| 1938-39   | Grasshopper Zürich | FC Grenchen               | FC Lugano                 | Josef Artimovics    | FC Grenchen               | 15    |
| 1939-40   | Servette FC        | FC Grenchen               | Grasshopper Zürich        | Georges Aeby        | Servette FC               | 22    |
| 1940-41   | FC Lugano          | BSC Young Boys            | Servette FC               | Alessandro Frigerio | FC Lugano                 | 26    |
| 1941-42   | Grasshopper Zürich | FC Grenchen               | Servette FC               | Alessandro Frigerio | FC Lugano                 | 23    |
| 1942-43   | Grasshopper Zürich | FC Lugano                 | FC Lausanne-Sport         | Lauro Amadò         | Grasshopper Zürich        | 31    |
| 1943-44   | FC Lausanne-Sport  | Servette FC               | FC Lugano                 | Erich Andres        | SC Young Fellows Juventus | 23    |

### Nationalliga A
| Temporada | Campeón              | Subcampeón           | Tercero              | Máximo goleador                      | Club                                 | Goles |
| --------- | -------------------- | -------------------- | -------------------- | ------------------------------------ | ------------------------------------ | ----- |
| 1944-45   | Grasshopper Zürich   | FC Lugano            | BSC Young Boys       | Hans-Peter Friedländer               | Grasshopper Zürich                   | 26    |
| 1945-46   | Servette FC          | FC Lugano            | FC Lausanne-Sport    | Hans-Peter Friedländer               | Grasshopper Zürich                   | 25    |
| 1946-47   | FC Biel-Bienne       | FC Lausanne-Sport    | FC Lugano            | Lauro Amadò Hans Blaser              | Grasshopper Zürich BSC Young Boys    | 19    |
| 1947-48   | AC Bellinzona        | FC Biel-Bienne       | FC Lausanne-Sport    | Josef Righetti                       | FC Grenchen                          | 26    |
| 1948-49   | FC Lugano            | FC Basilea           | FC La Chaux-de-Fonds | Jacques Fatton                       | Servette FC                          | 21    |
| 1949-50   | Servette FC          | FC Basilea           | FC Lausanne-Sport    | Jacques Fatton                       | Servette FC                          | 32    |
| 1950-51   | FC Lausanne-Sport    | FC Chiasso           | FC La Chaux-de-Fonds | Hans-Peter Friedländer               | FC Lausanne-Sport                    | 23    |
| 1951-52   | Grasshopper Zürich   | FC Zürich            | FC Chiasso           | Josef Hügi                           | FC Basilea                           | 24    |
| 1952-53   | FC Basilea           | BSC Young Boys       | Grasshopper Zürich   | Josef Hügi Eugen Meier               | FC Basilea BSC Young Boys            | 32    |
| 1953-54   | FC La Chaux-de-Fonds | Grasshopper Zürich   | FC Lausanne-Sport    | Josef Hügi                           | FC Basilea                           | 29    |
| 1954-55   | FC La Chaux-de-Fonds | FC Lausanne-Sport    | Grasshopper Zürich   | Marcel Mauron                        | FC La Chaux-de-Fonds                 | 30    |
| 1955-56   | Grasshopper Zürich   | FC La Chaux-de-Fonds | BSC Young Boys       | Branislav Vukosavljević              | Grasshopper Zürich                   | 33    |
| 1956-57   | BSC Young Boys       | Grasshopper Zürich   | FC La Chaux-de-Fonds | Adrien Kauer                         | FC La Chaux-de-Fonds                 | 29    |
| 1957-58   | BSC Young Boys       | Grasshopper Zürich   | FC Chiasso           | Ernst Wechselberger                  | BSC Young Boys                       | 22    |
| 1958-59   | BSC Young Boys       | FC Grenchen          | FC Zürich            | Eugen Meier                          | BSC Young Boys                       | 24    |
| 1959-60   | BSC Young Boys       | FC Biel-Bienne       | FC La Chaux-de-Fonds | Willy Schneider                      | BSC Young Boys                       | 25    |
| 1960-61   | Servette FC          | BSC Young Boys       | FC Zürich            | Giuliano Robbiani                    | Grasshopper Zürich                   | 27    |
| 1961-62   | Servette FC          | FC Lausanne-Sport    | FC La Chaux-de-Fonds | Jacques Fatton                       | Servette FC                          | 25    |
| 1962-63   | FC Zürich            | FC Lausanne-Sport    | FC La Chaux-de-Fonds | Peter von Burg                       | FC Zürich                            | 24    |
| 1963-64   | FC La Chaux-de-Fonds | FC Zürich            | FC Grenchen          | Michel Desbiolles                    | Servette FC                          | 23    |
| 1964-65   | FC Lausanne-Sport    | BSC Young Boys       | Servette FC          | Pierre Kerkhoffs Rolf Blättler       | FC Lausanne-Sport Grasshopper Zürich | 19    |
| 1965-66   | FC Zürich            | Servette FC          | FC Lausanne-Sport    | Rolf Blättler                        | Grasshopper Zürich                   | 28    |
| 1966-67   | FC Basilea           | FC Zürich            | FC Lugano            | Rolf Blättler Fritz Künzli           | Grasshopper Zürich FC Zürich         | 24    |
| 1967-68   | FC Zürich            | Grasshopper Zürich   | FC Lugano            | Fritz Künzli                         | FC Zürich                            | 28    |
| 1968-69   | FC Basilea           | FC Lausanne-Sport    | FC Zürich            | Hans-Otto Peters                     | FC Biel-Bienne                       | 24    |
| 1969-70   | FC Basilea           | FC Lausanne-Sport    | FC Zürich            | Fritz Künzli                         | FC Zürich                            | 19    |
| 1970-71   | Grasshopper Zürich   | FC Basilea           | FC Lugano            | Walter Müller                        | BSC Young Boys                       | 19    |
| 1971-72   | FC Basilea           | FC Zürich            | Grasshopper Zürich   | Herbert Dimmeler Bernd Dörfel        | FC Winterthur Servette FC            | 17    |
| 1972-73   | FC Basilea           | Grasshopper Zürich   | FC Sion              | Ottmar Hitzfeld Ove Grahn            | FC Basilea FC Lausanne-Sport         | 18    |
| 1973-74   | FC Zürich            | Grasshopper Zürich   | Servette FC          | Daniel Jeandupeux                    | FC Zürich                            | 22    |
| 1974-75   | FC Zürich            | BSC Young Boys       | Grasshopper Zürich   | Ilija Katić                          | FC Zürich                            | 23    |
| 1975-76   | FC Zürich            | Servette FC          | FC Basilea           | Peter Risi                           | FC Zürich                            | 33    |
| 1976-77   | FC Basilea           | Servette FC          | FC Zürich            | Franco Cucinotta                     | FC Zürich                            | 28    |
| 1977-78   | Grasshopper Zürich   | Servette FC          | FC Basilea           | Fritz Künzli                         | FC Zürich                            | 21    |
| 1978-79   | Servette FC          | FC Zürich            | Grasshopper Zürich   | Peter Risi                           | FC Zürich                            | 16    |
| 1979-80   | FC Basilea           | Grasshopper Zürich   | Servette FC          | Claudio Sulser                       | Grasshopper Zürich                   | 25    |
| 1980-81   | FC Zürich            | Grasshopper Zürich   | Neuchâtel Xamax FC   | Peter Risi                           | FC Lucerna                           | 18    |
| 1981-82   | Grasshopper Zürich   | Servette FC          | FC Zürich            | Claudio Sulser                       | Grasshopper Zürich                   | 23    |
| 1982-83   | Grasshopper Zürich   | Servette FC          | FC St. Gallen        | Jean-Paul Brigger                    | Servette FC                          | 23    |
| 1983-84   | Grasshopper Zürich   | Servette FC          | FC Sion              | Georges Bregy                        | FC Sion                              | 21    |
| 1984-85   | Servette FC          | FC Aarau             | Neuchâtel Xamax FC   | Dominique Cina                       | FC Sion                              | 24    |
| 1985-86   | BSC Young Boys       | Neuchâtel Xamax FC   | FC Lucerna           | Steen Thychosen                      | FC Lausanne-Sport                    | 21    |
| 1986-87   | Neuchâtel Xamax FC   | Grasshopper Zürich   | FC Sion              | John Eriksen                         | Servette FC                          | 28    |
| 1987-88   | Neuchâtel Xamax FC   | Servette FC          | FC Aarau             | John Eriksen                         | Servette FC                          | 36    |
| 1988-89   | FC Lucerna           | Grasshopper Zürich   | FC Sion              | Karl-Heinz Rummenigge                | Servette FC                          | 24    |
| 1989-90   | Grasshopper Zürich   | FC Lausanne-Sport    | Neuchâtel Xamax FC   | Iván Zamorano                        | FC St. Gallen                        | 23    |
| 1990-91   | Grasshopper Zürich   | FC Sion              | Neuchâtel Xamax FC   | Dario Zuffi                          | BSC Young Boys                       | 17    |
| 1991-92   | FC Sion              | Neuchâtel Xamax FC   | Grasshopper Zürich   | Miklos Molnar                        | Servette FC                          | 18    |
| 1992-93   | FC Aarau             | BSC Young Boys       | Servette FC          | Sonny Anderson                       | Servette FC                          | 20    |
| 1993-94   | Servette FC          | Grasshopper Zürich   | FC Sion              | Giovane Élber                        | Grasshopper Zürich                   | 21    |
| 1994-95   | Grasshopper Zürich   | FC Lugano            | Neuchâtel Xamax FC   | Petar Aleksandrov                    | Neuchâtel Xamax FC                   | 24    |
| 1995-96   | Grasshopper Zürich   | FC Sion              | Neuchâtel Xamax FC   | Viorel Moldovan Petar Aleksandrov    | Neuchâtel Xamax FC FC Lucerna        | 19    |
| 1996-97   | FC Sion              | Neuchâtel Xamax FC   | Grasshopper Zürich   | Viorel Moldovan                      | Grasshopper Zürich                   | 27    |
| 1997-98   | Grasshopper Zürich   | Servette FC          | FC Lausanne-Sport    | Shabani Nonda                        | FC Zürich                            | 24    |
| 1998-99   | Servette FC          | Grasshopper Zürich   | FC Lausanne-Sport    | Alexandre Rey                        | Servette FC                          | 19    |
| 1999-2000 | FC St. Gallen        | FC Lausanne-Sport    | FC Basilea           | Charles Amoah                        | FC St. Gallen                        | 25    |
| 2000-01   | Grasshopper Zürich   | FC Lugano            | FC St. Gallen        | Stéphane Chapuisat Christian Giménez | Grasshopper Zürich FC Lugano         | 21    |
| 2001-02   | FC Basilea           | Grasshopper Zürich   | FC Lugano            | Christian Giménez Richard Núñez      | FC Basilea Grasshopper Zürich        | 28    |
| 2002-03   | Grasshopper Zürich   | FC Basilea           | Neuchâtel Xamax FC   | Richard Núñez                        | Grasshopper Zürich                   | 27    |

### Superliga
| Temporada | Campeón        | Subcampeón         | Tercero            | Máximo goleador    | Club               | Goles |
| --------- | -------------- | ------------------ | ------------------ | ------------------ | ------------------ | ----- |
| 2003-04   | FC Basilea     | BSC Young Boys     | Servette FC        | Stéphane Chapuisat | BSC Young Boys     | 23    |
| 2004-05   | FC Basilea     | FC Thun            | Grasshopper Zürich | Christian Giménez  | FC Basilea         | 27    |
| 2005-06   | FC Zürich      | FC Basilea         | BSC Young Boys     | Alhassane Keita    | FC Zürich          | 20    |
| 2006-07   | FC Zürich      | FC Basilea         | FC Sion            | Mladen Petrić      | FC Basilea         | 19    |
| 2007-08   | FC Basilea     | BSC Young Boys     | FC Zürich          | Hakan Yakın        | BSC Young Boys     | 24    |
| 2008-09   | FC Zürich      | BSC Young Boys     | FC Basilea         | Seydou Doumbia     | BSC Young Boys     | 20    |
| 2009-10   | FC Basilea     | BSC Young Boys     | Grasshopper Zürich | Seydou Doumbia     | BSC Young Boys     | 30    |
| 2010-11   | FC Basilea     | FC Zürich          | BSC Young Boys     | Alexander Frei     | FC Basilea         | 27    |
| 2011-12   | FC Basilea     | FC Lucerna         | BSC Young Boys     | Alexander Frei     | FC Basilea         | 24    |
| 2012-13   | FC Basilea     | Grasshopper Zürich | FC St. Gallen      | Ezequiel Scarione  | FC St. Gallen      | 21    |
| 2013-14   | FC Basilea     | Grasshopper Zürich | BSC Young Boys     | Shkëlzen Gashi     | Grasshopper Zürich | 19    |
| 2014-15   | FC Basilea     | BSC Young Boys     | FC Zürich          | Shkëlzen Gashi     | FC Basilea         | 22    |
| 2015-16   | FC Basilea     | BSC Young Boys     | FC Lucerna         | Munas Dabbur       | Grasshopper Zürich | 19    |
| 2016-17   | FC Basilea     | BSC Young Boys     | FC Lugano          | Seydou Doumbia     | FC Basilea         | 20    |
| 2017-18   | BSC Young Boys | FC Basilea         | FC Lucerna         | Albian Ajeti       | FC Basilea         | 17    |
| 2018-19   | BSC Young Boys | FC Basilea         | FC Lugano          | Guillaume Hoarau   | BSC Young Boys     | 24    |
| 2019-20   | BSC Young Boys | FC St. Gallen      | FC Basilea         | Jean-Pierre Nsame  | BSC Young Boys     | 32    |
| 2020-21   | BSC Young Boys | FC Basilea         | Servette FC        | Jean-Pierre Nsame  | BSC Young Boys     | 18    |
| 2021-22   | FC Zürich      | FC Basilea         | BSC Young Boys     | Jordan Pefok       | BSC Young Boys     | 22    |
| 2022-23   | BSC Young Boys | Servette FC        | FC Lugano          | Jean-Pierre Nsame  | BSC Young Boys     | 21    |
| 2023-24   | BSC Young Boys | FC Lugano          | Servette FC        | Kevin Carlos       | Yverdon-Sport      | 14    |
| 2024-25   | FC Basilea     | Servette FC        | BSC Young Boys     | Xherdan Shaqiri    | FC Basilea         | 18    |

## Títulos por club
| Club                         | Títulos | Subtítulos | Años de los campeonatos |
| ---------------------------- | ------- | ---------- | --- |
| Grasshopper Zürich           | 27      | 21         | 1898, 1900, 1901, 1905, 1921, 1927, 1928, 1931, 1937, 1939, 1942, 1943, 1945, 1952, 1956, 1971, 1978, 1982, 1983, 1984, 1990, 1991, 1995, 1996, 1998, 2001, 2003 |
| FC Basilea                   | 21      | 8          | 1953, 1967, 1969, 1970, 1972, 1973, 1977, 1980, 2002, 2004, 2005, 2008, 2010, 2011, 2012, 2013, 2014, 2015, 2016, 2017, 2025                                     |
| BSC Young Boys (Berna)       | 17      | 19         | 1903, 1909, 1910, 1911, 1920, 1929, 1957, 1958, 1959, 1960, 1986, 2018, 2019, 2020, 2021, 2023, 2024                                                             |
| Servette FC (Ginebra)        | 17      | 17         | 1907, 1918, 1922, 1925, 1926, 1930, 1933, 1934, 1940, 1946, 1950, 1961, 1962, 1979, 1985, 1994, 1999                                                             |
| FC Zürich                    | 13      | 9          | 1902, 1924, 1963, 1966, 1968, 1974, 1975, 1976, 1981, 2006, 2007, 2009, 2022                                                                                     |
| FC Lausanne-Sport            | 7       | 8          | 1913, 1932, 1935, 1936, 1944, 1951, 1965 |
| FC Lugano                    | 3       | 6          | 1938, 1941, 1949 |
| Neuchâtel Xamax FC           | 3       | 3          | 1916, 1987, 1988 |
| FC La Chaux-de-Fonds         | 3       | 3          | 1954, 1955, 1964 |
| FC Winterthur                | 3       | 2          | 1906, 1908, 1917 |
| FC Aarau                     | 3       | 1          | 1912, 1914, 1993 |
| FC Sion                      | 2       | 2          | 1992, 1997 |
| FC St. Gallen                | 2       | 1          | 1904, 2000 |
| FC Biel-Bienne               | 1       | 2          | 1947 |
| FC Lucerna                   | 1       | 2          | 1989 |
| FC Etoile-Sporting           | 1       | 1          | 1919 |
| Anglo-American Club Zürich † | 1       | -          | 1899 |
| SC Brühl (San Galo)          | 1       | -          | 1915 |
| AC Bellinzona                | 1       | -          | 1948 |
| FC Grenchen                  | -       | 4          | ----- |
| FC Berna                     | -       | 3          | ----- |
| BSC Old Boys                 | -       | 3          | ----- |
| FC Nordstern Basel           | -       | 3          | ----- |
| SC Young Fellows Zürich      | -       | 3          | ----- |
| FC Thun                      | -       | 1          | ----- |
| La Châtelaine Genève †       | -       | 1          | ----- |
| Urania Genève Sport          | -       | 1          | ----- |
| FC Chiasso                   | -       | 1          | ----- |
| Título revocado              | 1       |            | 1923 (FC Berna) |

- † Equipo desaparecido.

## Clasificación histórica
- Clasificación histórica desde la instauración de la Serie A en la temporada 1897-98, hasta la temporada 2016-17. Un total de 74 clubes han formado parte de la máxima categoría del fútbol suizo. Se contabilizan tres puntos por victoria, uno por empate y cero por derrota.
- Clasificación de los 62 mejores clubes.
- Sombreados los equipos que participan en la actual temporada.

Actualizado a la Temporada 2018-19.
| N.º | Club                      | Temp. | PJ   | PG   | PE  | PP  | GF   | GC   | Dif.  | Puntos |
| --- | ------------------------- | ----- | ---- | ---- | --- | --- | ---- | ---- | ----- | ------ |
| 1.  | Grasshopper Zürich        | 122   | 2907 | 1479 | 647 | 791 | 6336 | 4082 | +2254 | 5084   |
| 2.  | BSC Young Boys            | 110   | 2749 | 1283 | 656 | 810 | 5456 | 4020 | +1436 | 4505   |
| 3.  | FC Basilea                | 108   | 2660 | 1266 | 576 | 818 | 5410 | 4221 | +1189 | 4374   |
| 4.  | Servette FC               | 107   | 2553 | 1252 | 557 | 744 | 5383 | 3630 | +1753 | 4313   |
| 5.  | FC Zürich                 | 107   | 2605 | 1173 | 566 | 866 | 5077 | 4117 | +960  | 4085   |
| 6.  | FC Lausanne-Sport         | 103   | 2439 | 1030 | 569 | 840 | 4548 | 3846 | +702  | 3659   |
| 7.  | FC St. Gallen             | 86    | 2066 | 711  | 481 | 874 | 3244 | 3706 | -462  | 2614   |
| 8.  | FC Lugano                 | 67    | 1732 | 647  | 463 | 622 | 2737 | 2704 | +33   | 2404   |
| 9.  | FC Sion                   | 49    | 1921 | 577  | 509 | 835 | 2295 | 2233 | +62   | 2240   |
| 10. | FC Lucerna                | 69    | 1888 | 592  | 460 | 836 | 2612 | 3476 | -864  | 2236   |
| 11. | FC La Chaux-de-Fonds      | 76    | 1572 | 616  | 319 | 637 | 3079 | 3125 | -46   | 2167   |
| 12. | Neuchâtel Xamax FC        | 39    | 1210 | 457  | 341 | 412 | 1885 | 1704 | +181  | 1712   |
| 13. | FC Aarau                  | 59    | 1369 | 452  | 341 | 576 | 2033 | 2332 | -299  | 1697   |
| 14. | FC Biel-Bienne            | 60    | 1258 | 426  | 246 | 586 | 2094 | 2577 | -483  | 1524   |
| 15. | SC Young Fellows Juventus | 56    | 1130 | 411  | 195 | 524 | 2119 | 2447 | -328  | 1428   |
| 16. | FC Grenchen               | 39    | 936  | 321  | 221 | 394 | 1506 | 1681 | -175  | 1184   |
| 17. | FC Winterthur             | 43    | 792  | 295  | 139 | 358 | 1463 | 1550 | -87   | 1024   |
| 18. | AC Bellinzona             | 33    | 902  | 259  | 226 | 417 | 1164 | 1667 | -503  | 1003   |
| 19. | FC Berna                  | 45    | 716  | 261  | 139 | 316 | 1285 | 1487 | -202  | 922    |
| 20. | FC Nordstern Basel        | 35    | 655  | 229  | 127 | 299 | 1056 | 1285 | -229  | 814    |
| 21. | FC Chiasso                | 28    | 690  | 212  | 146 | 332 | 972  | 1486 | -514  | 782    |
| 22. | Cantonal Neuchâtel        | 34    | 571  | 205  | 110 | 256 | 1068 | 1219 | -151  | 725    |
| 23. | FC Thun                   | 14    | 526  | 176  | 135 | 215 | 717  | 809  | -92   | 663    |
| 24. | Urania Genève Sport       | 33    | 566  | 171  | 116 | 279 | 939  | 1265 | -326  | 629    |
| 25. | BSC Old Boys Basel        | 34    | 431  | 177  | 83  | 171 | 876  | 871  | +5    | 614    |
| 26. | Etoile La Chaux-de-Fonds  | 23    | 332  | 162  | 59  | 111 | 761  | 618  | +143  | 545    |
| 27. | FC Fribourg               | 30    | 524  | 129  | 92  | 303 | 750  | 1313 | -563  | 479    |
| 28. | FC Locarno                | 13    | 330  | 109  | 68  | 153 | 513  | 658  | -145  | 395    |
| 29. | SC Brühl St. Gallen       | 21    | 304  | 113  | 51  | 140 | 606  | 692  | -86   | 390    |
| 30. | FC Blue Stars Zürich      | 20    | 320  | 112  | 46  | 162 | 633  | 771  | -138  | 382    |
| 31. | FC Wettingen              | 10    | 278  | 69   | 78  | 131 | 318  | 434  | -116  | 285    |
| 32. | Étoile Carouge FC         | 13    | 240  | 76   | 49  | 115 | 391  | 506  | -115  | 202    |
| 33. | CS Chênois                | 8     | 196  | 48   | 60  | 88  | 228  | 349  | -121  | 156    |
| 34. | FC Schaffhausen           | 7     | 210  | 35   | 65  | 110 | 223  | 435  | -212  | 153    |
| 35. | FC Concordia Basel        | 11    | 208  | 59   | 34  | 115 | 303  | 477  | -174  | 152    |
| 36. | FC Vevey-Sports 05        | 7     | 206  | 48   | 47  | 111 | 267  | 445  | -178  | 143    |
| 37. | Yverdon-Sport FC          | 6     | 119  | 27   | 29  | 63  | 132  | 207  | -75   | 106    |
| 38. | FC Vaduz                  | 3     | 108  | 21   | 34  | 53  | 117  | 197  | -80   | 97     |
| 39. | FC Montreux-Sports        | 14    | 180  | 30   | 27  | 123 | 245  | 533  | -288  | 87     |
| 40. | FC Wil                    | 2     | 72   | 17   | 19  | 36  | 99   | 148  | -49   | 70     |
| 41. | FC Solothurn              | 6     | 98   | 24   | 20  | 54  | 150  | 254  | -104  | 68     |
| 42. | FC Neumünster Zürich      | 5     | 70   | 23   | 15  | 32  | 113  | 143  | -30   | 61     |
| 43. | FC Bulle                  | 3     | 82   | 13   | 18  | 51  | 74   | 187  | -113  | 44     |
| 44. | FC Baden                  | 8     | 109  | 13   | 13  | 83  | 117  | 379  | -262  | 39     |
| 45. | SC Veltheim               | 4     | 64   | 18   | 2   | 44  | 93   | 197  | -104  | 38     |
| 46. | SR Delémont               | 2     | 44   | 10   | 7   | 27  | 48   | 92   | -44   | 37     |
| 47. | SC Kriens                 | 2     | 44   | 8    | 14  | 22  | 40   | 79   | -39   | 35     |
| 48. | FC Neuchâtel              | 7     | 36   | 12   | 3   | 21  | 53   | 90   | -37   | 27     |
| 49. | Blue Stars St. Gallen     | 6     | 49   | 8    | 2   | 39  | 80   | 198  | -118  | 18     |
| 50. | Fire Flies Zürich         | 2     | 18   | 7    | 2   | 9   | 31   | 69   | -38   | 16     |
| 51. | Concordia Yverdon         | 4     | 42   | 6    | 4   | 32  | 60   | 183  | -123  | 16     |
| 52. | Zug 94                    | 1     | 30   | 4    | 6   | 20  | 27   | 71   | -44   | 14     |
| 53. | Anglo-American Zürich     | 2     | 12   | 6    | 1   | 5   | 26   | 25   | +1    | 13     |
| 54. | Kickers Zürich            | 2     | 16   | 4    | 3   | 9   | 32   | 39   | -7    | 11     |
| 55. | Lausanne FC and CC        | 2     | 6    | 4    | 0   | 2   | 19   | 8    | +11   | 8      |
| 56. | Racing Lausanne           | 1     | 10   | 2    | 2   | 6   | 19   | 42   | -23   | 6      |
| 57. | FC Moutier                | 1     | 26   | 2    | 2   | 22  | 16   | 100  | -84   | 6      |
| 58. | Floria Biel/Bienne        | 1     | 10   | 2    | 1   | 7   | 11   | 38   | -27   | 5      |
| 59. | Villa Longchamp Lausanne  | 1     | 3    | 2    | 0   | 1   | 3    | 6    | -3    | 4      |
| 60. | Black Stars Basel         | 1     | 10   | 1    | 2   | 7   | 12   | 31   | -19   | 4      |
| 61. | Fortuna Basel             | 3     | 22   | 2    | 0   | 20  | 19   | 81   | -62   | 4      |
| 62. | FC Wohlen                 | 1     | 10   | 1    | 1   | 8   | 11   | 42   | -31   | 3      |

## Títulos de goleo por temporada
| Rank | Futbolista             | Clubes                                | Títulos | Temporadas             |
| ---- | ---------------------- | ------------------------------------- | ------- | ---------------------- |
| 1°   | Fritz Künzli           | FC Zürich                             | 4       | 1967, 1968, 1970, 1978 |
| 2°   | Alessandro Frigerio    | Young Fellows Juventus, FC Lugano     | 3       | 1937, 1941, 1942       |
| 3°   | Hans-Peter Friedländer | Grasshopper Zürich, FC Lausanne-Sport | 3       | 1945, 1946, 1951       |
| 4°   | Josef Hügi             | FC Basilea                            | 3       | 1952, 1953, 1954       |
| 5°   | Jacques Fatton         | Servette FC                           | 3       | 1949, 1950, 1962       |
| 6°   | Rolf Blättler          | Grasshopper Zürich                    | 3       | 1965, 1966, 1967       |
| 7°   | Peter Risi             | FC Zürich, FC Lucerna                 | 3       | 1976, 1979, 1981       |
| 8°   | Christian Giménez      | FC Lugano, FC Basilea                 | 3       | 2001, 2002, 2005       |
| 9°   | Seydou Doumbia         | BSC Young Boys; FC Basilea            | 3       | 2009, 2010, 2017       |
| 10°  | Jean-Pierre Nsame      | BSC Young Boys                        | 3       | 2020, 2021, 2023       |

## Goleadores históricos
| Rank. | Futbolista         | Goles | Partidos | Clubes                                                                | Periodo   |
| ----- | ------------------ | ----- | -------- | --------------------------------------------------------------------- | --------- |
| 1     | Peter Risi         | 216   | 370      | FC La Chaux-de-Fonds, FC Winterthur, FC Zürich, FC Lucerna            | 1970–1984 |
| 2     | Fritz Künzli       | 201   | 313      | FC Zürich, FC Winterthur, Lausanne-Sports                             | 1964–1979 |
| 3     | Rolf Blättler      | 176   | 332      | Grasshopper Zürich, FC Lugano, FC Basilea, FC St. Gallen              | 1963–1977 |
| 4     | Georges Bregy      | 169   | 472      | FC Sion, BSC Young Boys, Martigny-Sports, Lausanne-Sports             | 1979–1994 |
| 5     | Jean-Paul Brigger  | 165   | 430      | FC Sion, Servette FC                                                  | 1977–1992 |
| 6     | Alexandre Rey      | 147   | 416      | FC Sion, FC Basilea, Servette FC, FC Lucerna, Neuchâtel Xamax         | 1991–2006 |
| 7     | Kubilay Türkyilmaz | 146   | 248      | AC Bellinzona, Servette FC, Grasshopper Zürich, FC Lucerna, FC Lugano | 1986–2002 |
| 8     | Christian Giménez  | 139   | 205      | FC Lugano, FC Basilea                                                 | 1997–2005 |
| 9     | Stéphane Chapuisat | 139   | 293      | Lausanne-Sports, Grasshopper Zürich, BSC Young Boys                   | 1986–2005 |
| 10    | Roberto Frigerio   | 132   | 228      | FC La Chaux-de-Fonds, Lausanne-Sports, FC Basilea, AC Bellinzona      | 1958–1971 |